# Králický Sněžník
Králický Sněžník (tiếng Séc: [ˈkraːlɪtskiː ˈsɲɛʒɲiːk]) hoặc  Kłodzki (tiếng Ba Lan: [ˈɕɲeʐɲik]) là một ngọn núi ở Đông Bohemia, nằm ở biên giới giữa Cộng hòa Séc và Ba Lan. Tên Sněžník hoặc Śnieżnik bắt nguồn từ từ "tuyết"; ngọn núi có tuyết phủ lên đến tám tháng trong một năm. Trong tiếng Séc, tính từ Králický (từ thị trấn Králíky gần đó) được thêm vào để phân biệt với ngọn núi gọi là Děčínský Sněžník (gần thị trấn Děčín). Một tên tiếng Ba Lan khác là Śnieżnik Kłodzki, từ thị trấn Kłodzko. Trong tiếng Đức, núi được gọi là Glatzer Schneeberg (từ Glatz, tên Đức Klodzko), Grulicher Schneeberg (từ Gruhlich, tên Đức Králíky), hoặc Spieglitzer Schneeberg (từ Spieglitz, mà bây giờ là một phần của Staré Město).
Ngọn núi này là đỉnh cao nhất của khối núi Śnieżnik (được gọi là Králický Sněžník ở Séc, Masyw nieżnika ở Ba Lan, Glatzer Schneerideirge trong tiếng Đức). Nó nằm giữa thị trấn Králíky và đèo Kłodzko ngăn cách với Núi Vàng.
Khối núi được hình thành trong Phân đại Đệ Tam. Sněžník nằm trên đường phân thủy cho Biển Đen (Morava) và Biển Baltic (Nysa Kłodzka). Klepáč, sự phân chia nước cho Biển Đen, Biển Baltic và Biển Bắc (Suối Lipkovský) nằm 7 km (4 mi)     về phía nam của Sněžník.
Giữa năm 1899 và 1973, một tháp quan sát bằng đá được xây dựng ở phía Silesian nằm trên đỉnh núi. Một bức tượng của một con voi trẻ đã được đặt thay cho một ngôi nhà gỗ trước đây.
Ở phía lãnh thổ Séc, một khu bảo tồn tự nhiên được nhà nước bảo vệ (Národní přírodní rezervace Králický Sněžník) được thành lập vào năm 1990. Về phía lãnh thổ Ba Lan là khu vực được bảo vệ của Công viên Cảnh quan Śnieżnik.
Núi và các khu vực lân cận được trang bị cho các hoạt động dịch vụ giải trí trượt tuyết

## Hình ảnh

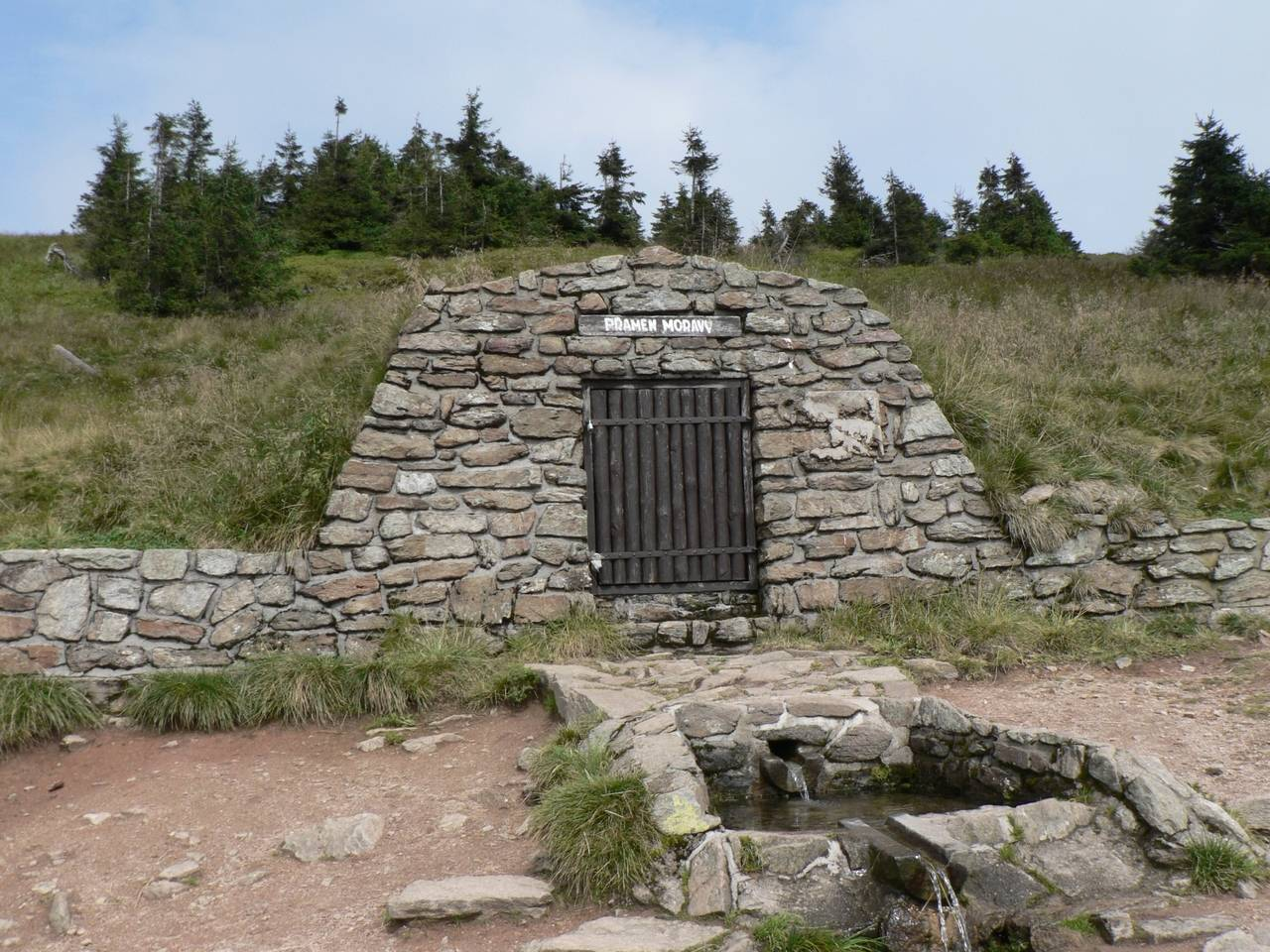
Ngọn suối của dòng sông Morava bên dưới đỉnh Králický Snežník
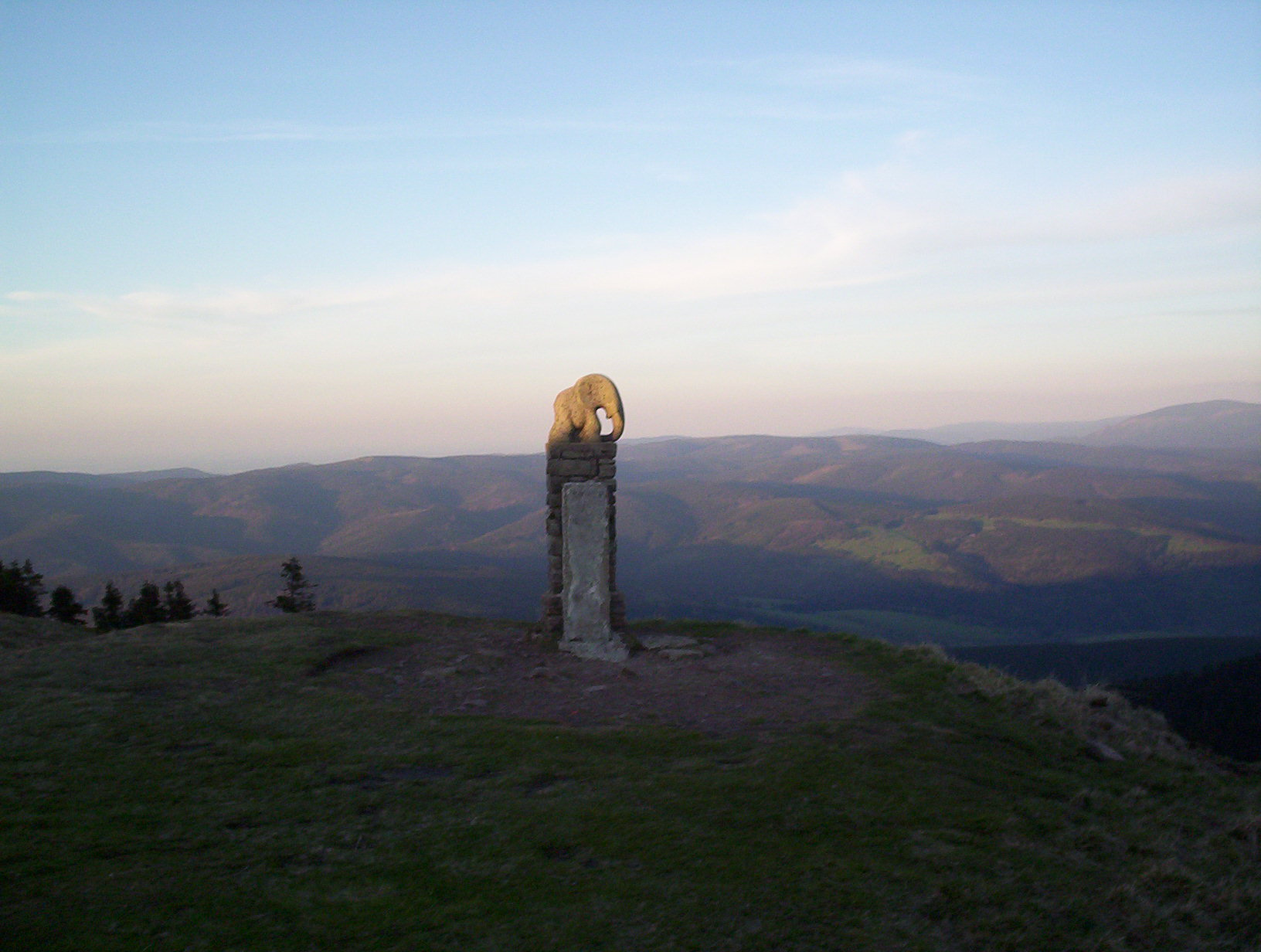
Tượng voi non, biểu tượng của núi
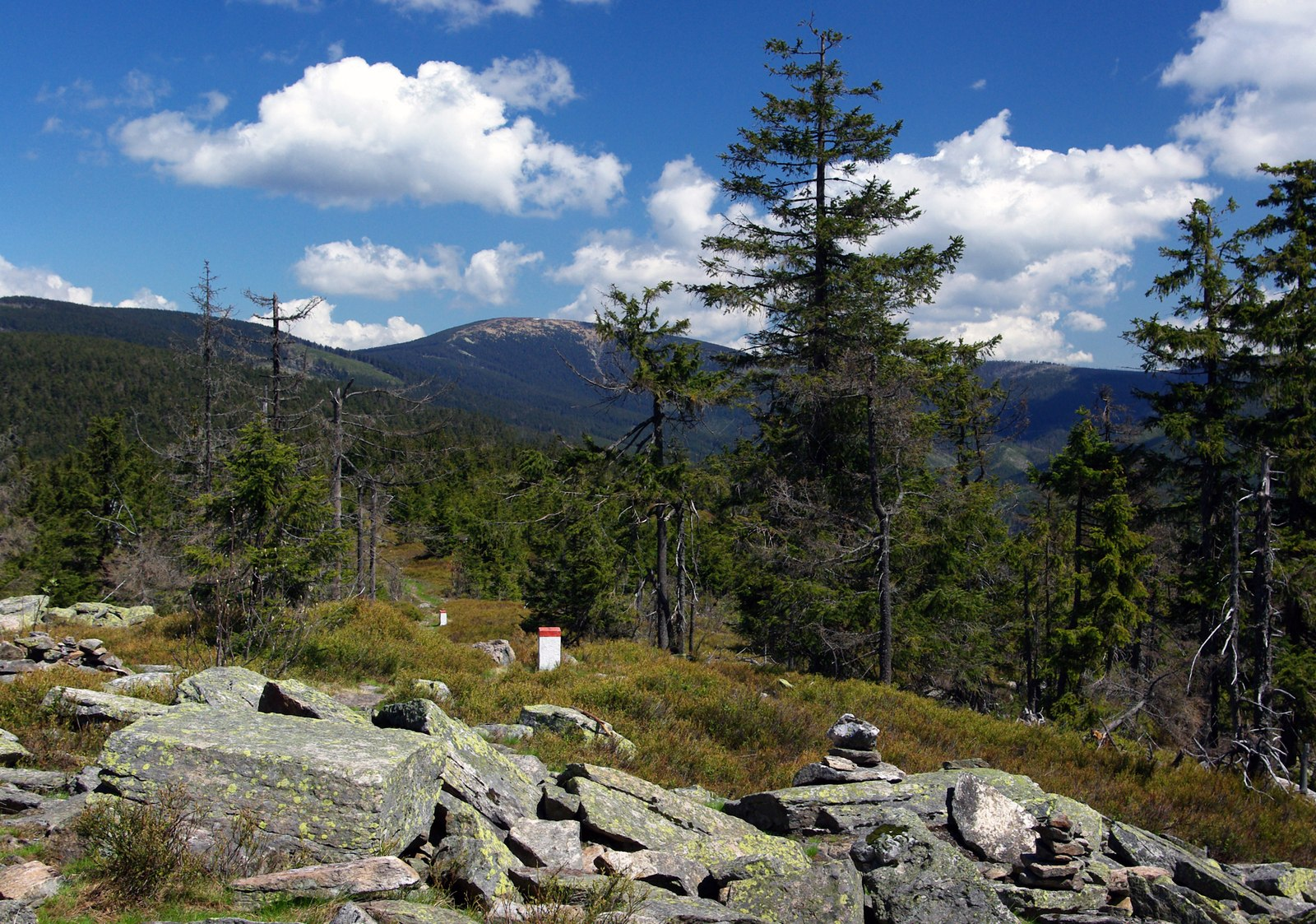
Králický Sněžník nhìn từ phía nam vào tháng 5 năm 2008
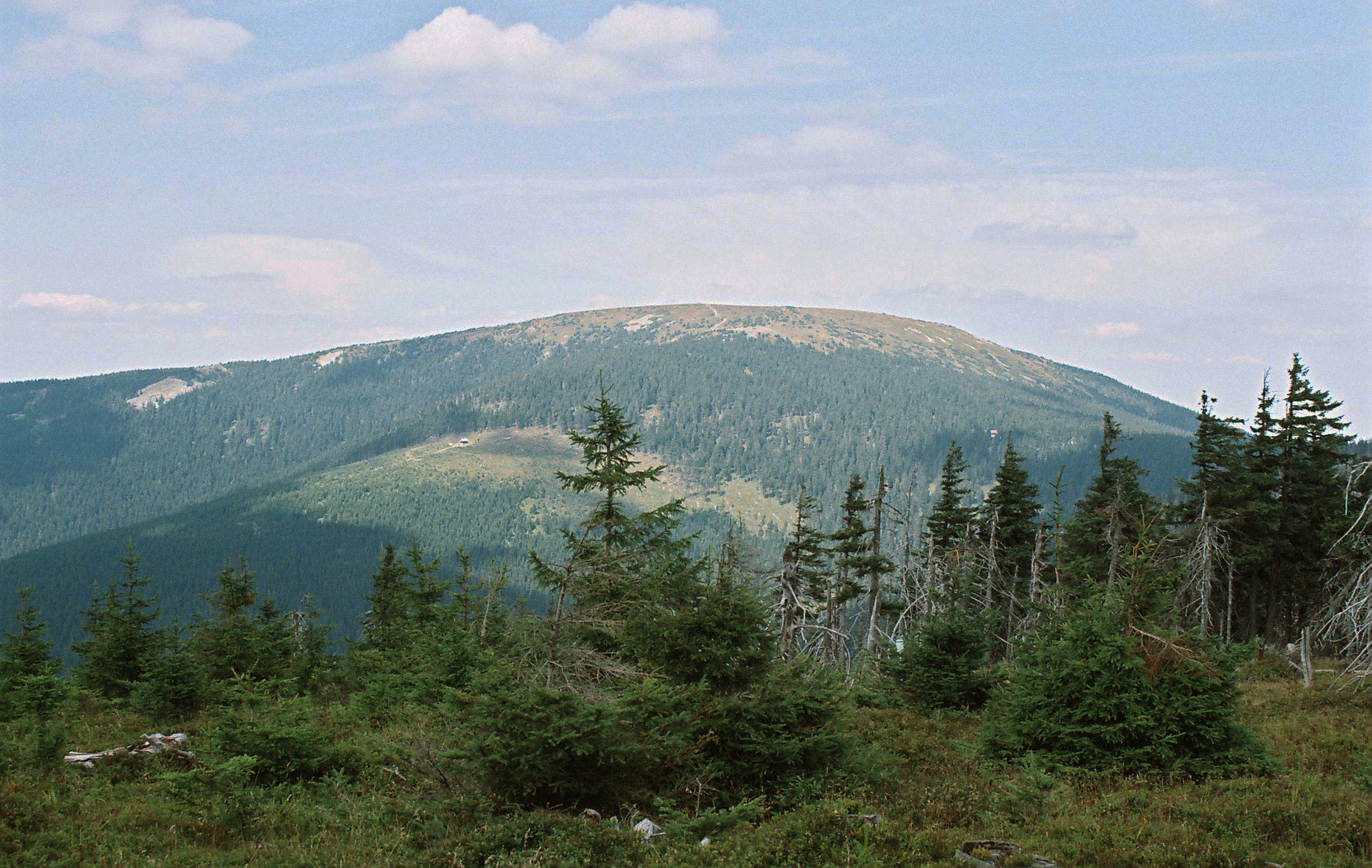
Králický Sněžník nhìn từ phía nam